# 2091년
2091년은 월요일로 시작하는 평년이다.

## 예정
- 2월 18일: 2091년 2월 18일 일식
- 8월 15일: 2091년 8월 15일 일식
- 12월 25~26일 - 소련 붕괴 100주년.

## 달력

### 음양력 대조 일람
| 음력월 | 월건 | 대소 | 음력 1일의 양력 월일 | 음력 1일 간지 |
| ------ | ---- | ---- | -------------------- | ------------- |
| 1월    | 경인 | 대   | 2월 18일             | 갑진          |
| 2월    | 신묘 | 대   | 3월 20일             | 갑술          |
| 3월    | 임진 | 소   | 4월 19일             | 갑진          |
| 4월    | 계사 | 대   | 5월 18일             | 계유          |
| 5월    | 갑오 | 대   | 6월 17일             | 계묘          |
| 6월    | 을미 | 소   | 7월 17일             | 계유          |
| 7월    | 병신 | 소   | 8월 15일             | 임인          |
| 8월    | 정유 | 대   | 9월 13일             | 신미          |
| 9월    | 무술 | 소   | 10월 13일            | 신축          |
| 10월   | 기해 | 소   | 11월 11일            | 경오          |
| 11월   | 경자 | 대   | 12월 10일            | 기해          |
| 12월   | 신축 | 대   | 2092년 1월 9일       | 기사          |